# 茶神888
茶神888（さじんハチジュウハチヤー、英語：Sajin Hatijuhachiyer、ドイツ語：Sajin Hachijûhachiyâ）は、日本のローカルヒーロー。緑茶の広報活動を行っている。

## 概要
緑茶の広報宣伝を行うローカルヒーローである。静岡県をメインとして、緑茶普及のため活動している。蔵下大と静岡県出身で茨城県に暮らす野中迪宏が、静岡茶の知名度の低下に危機感を抱いて創作したキャラクターである。なお、両名とも特に茶業とは関係がない。衣装のデザインは野中の手によるものだが、特撮ドラマと遜色ない材料を使ったため出費がかさみ、2人で100万円近くを投じている。なお、特定の地方公共団体や企業に属するキャラクターではない。

## 活動
大韓民国や中華人民共和国でのステージショーなど、国内外を問わず緑茶の啓発活動、製品のPR活動を地方公共団体や企業と協力して行っている。また、警察などにも協力し、交通安全などの社会マナーの啓発もしている。「子どもの人気が高い」ことから、近年では茶包装資材メーカーが自社の茶袋に茶神888をあしらったり、茶神888が描かれた幟旗を製作したりするなど、緑茶関連商品のキャラクターにも起用されている。小学館の発行する『てれびくん』にて連載されている「ご当地ヒーロー大作戦!!」で特集されるなど、メディアに登場する機会も多い。日独協会が制作する『ドンドンドイツ語』にも第16回より出演している。
2012年、「斬新なキャラクターによる茶の宣伝活動」によりO-CHAパイオニア賞CHAllenge賞を受賞した。同年11月17日、世界緑茶協会会長を務める静岡県知事の川勝平太より同賞を授与された。

## 設定
さる初春に霜の害で沈んだという伝説の茶室で行われていた茶事を通じ、和の心、輪の心を伝えるため、そしてお茶を守るために現れた。防具として”Yoshida霜無双”を持つ。挨拶はCiao。
フェイスブックの公式ページでの英語表記は「Sajin Hatijuhachiyer」とされており、日独協会事務局によるドイツ語表記は「Sajin Hachijûhachiyâ」とされている。

## 賞歴
- 2012年 - O-CHAパイオニア賞CHAllenge賞。

## 出演
- SBSイブニングeye（2010年1月21日、静岡放送）
- ドンドンドイツ語（日独協会）
  - 第16話 正義の味方の戦い（2012年）
  - 第17話 病気の時に使えるドイツ語（2012年）
  - 第28話 ラブ&応援（2013年）
  - 第29話 ラブ&応援2（2013年）
- くりぃむクイズ ミラクル9（2013年2月27日、テレビ朝日）
- 全力クイズ  （2014年9月23日 NHKBSプレミアム）

## 関連グッズ
- お茶で割る焼酎「茶神」 - 西の誉銘醸とのコラボ商品
- お茶コーラ「破茶滅茶」
- 粉茶「茶神」 - 株式会社 小山園茶舗から発売
- 緑茶粉末飲料「緑茶ラテ」 - 小栗農園から発売